# Malcolm Yardley
Malcolm Yardley (Harold Malcolm Yardley; * 23. Dezember 1940 in Oldham; † 17. März 2020) war ein britischer Sprinter, der sich auf den 400-Meter-Lauf spezialisiert hatte.
Bei den Olympischen Spielen 1960 in Rom wurde er Fünfter in der 4-mal-400-Meter-Staffel und erreichte über 400 m das Viertelfinale.
1970 schied er für England startend bei den British Commonwealth Games in Edinburgh über 400 m im Vorlauf aus.
1958 wurde er Englischer Meister über 440 Yards.

## Persönliche Bestzeiten
- 200 m: 21,0 s, 26. August 1969, Blackburn
- 400 m: 46,96 s, 13. August 1965, London (handgestoppt: 46,6 s, 13. August 1960, London)